# Kleinniedesheim
Kleinniedesheim est une municipalité de la Verbandsgemeinde Heßheim, dans l'arrondissement de Rhin-Palatinat, en Rhénanie-Palatinat, dans l'ouest de l'Allemagne.

## Personnalité
- Hans Christoph Ernst von Gagern (1766-1852),homme politique, y est né.

## Liens externes

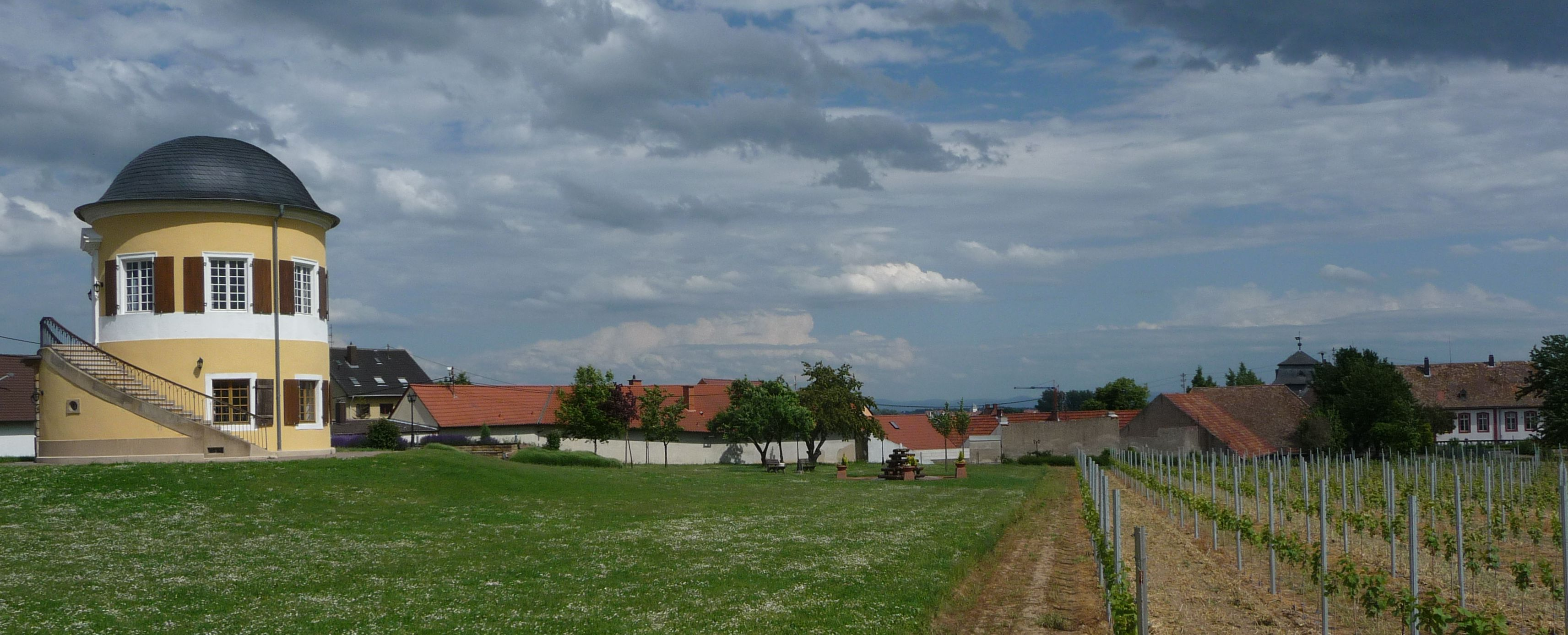
Kleinniedesheim